# Calmando Qual
Calmando Qual (カルマンド クヴァール), aussi connu sous le nom de Twisted Clock, est un groupe japonais de rock gothique, actif entre 2001 et 2016.

## Histoire
Le groupe est formé en 2001 sous le nom de Calmando Qual. Le groupe sort son premier CD single, Moral Pollution, en 2004. En 2006, ils sortent leur CD single Twisted Clock et participent à l'Amphi Festival en Allemagne. Le groupe change ensuite de nom pour Twisted Clock en 2007 uniquement pour le Japon, marquant ainsi leur virage vers un son plus punk rock. Cette même année, ils entament une tournée européenne en passant par les Pays-Bas. En 2008, Tasc décide de quitter le groupe et rejoint plus tard un nouveau groupe appelé Maggot.
Ils changent de nouveau leur nom en Calmando Qual en 2009. Le 18 janvier 2009, le groupe joue son Arigato - The Final Tour à Paris, en France. En 2010, ils signent un contrat de distribution avec le label Starwave Records. Fin 2012, ils annoncent la sortie de leur maxi-single Yami wo tsuranuku gekijou no kagayaki prévu pour janvier 2013.
En février 2014, ils annonce la sortie d'un mini-album intitulé Zetsubou no Gosenfu, qui comprendra un manuel de 8 pages, et un DVD bonus, le 23 avril de la même année. Ils donnent un concert le 6 novembre 2014 au Ikebukuro Chop et sortent un DVD limité à 100 exemplaires vendu aux concerts du groupe entre le 16 mars et le 7 mai 2015, et sur le site web de Starwave Records.
Le groupe annonce sa séparation le 9 novembre 2015 sans donner plus de détails. Dans un message posté par le guitariste Tak sur son blog, les membres annoncent leur dernier live pour le 9 juin 2016 au Takadanobaba Area.

## Membres

### Derniers membres
- Hibiki - chant
- Maya - batterie
- Till - basse
- Tak - guitare

### Anciens membres
- Kenka - basse (2002–2013)
- Tasc - claviers (2001–2008)
- SIO - batterie (2007)
- Kiri - batterie (2008)

## Discographie
- 2004 : Moral Pollution (CD single)
- 2005 : Heretical God (album ; Anonymous Design)
- 2006 : Twisted Clock (CD single)
- 2010 : Deadman's Party (CD EP)
- 2012 : Black Sheep (album ; Starwave Records)
- 2013 : 闇を貫く激情の輝き (EP)
- 2013 : プロモ用配布DVD (sampler, DVD)
- 2014 : 絶望の五線譜  (album ; Starwave Records)